# Billingsley
Billingsley és una població dels Estats Units a l'estat d'Alabama. Segons el cens del 2007 tenia 122 habitants.

## Demografia
Segons el cens del 2000, Billingsley tenia 116 habitants, 46 habitatges, i 33 famílies. La densitat de població era de 38 habitants per km².
Dels 46 habitatges en un 21,7% hi vivien nens de menys de 18 anys, en un 54,3% hi vivien parelles casades, en un 15,2% dones solteres, i en un 26,1% no eren unitats familiars. En el 19,6% dels habitatges hi vivien persones soles el 13% de les quals corresponia a persones de 65 anys o més que vivien soles. El nombre mitjà de persones vivint en cada habitatge era de 2,52 i el nombre mitjà de persones que vivien en cada família era de 2,94.
Per edats la població es repartia de la següent manera: un 20,7% tenia menys de 18 anys, un 5,2% entre 18 i 24, un 29,3% entre 25 i 44, un 20,7% de 45 a 60 i un 24,1% 65 anys o més.
L'edat mediana era de 40 anys. Per cada 100 dones hi havia 73,1 homes. Per cada 100 dones de 18 o més anys hi havia 84 homes.
La renda mediana per habitatge era de 44.688 $ i la renda mediana per família de 46.000 $. Els homes tenien una renda mediana de 30.625 $ mentre que les dones 15.750 $. La renda per capita de la població era de 14.713 $. Aproximadament el 10% de les famílies i l'11,7% de la població estaven per davall del llindar de pobresa.

## Poblacions properes
El següent diagrama mostra les poblacions més properes.